# Efendija
Efendija (tur.: efendi - gospodin) je naslov uobičajen kod Bošnjaka muslimana, za svećenika ili vjerski obrazovana čovjeka. Dodaje se osobnom imenu ili imenu zvanja, u pismu spojena crticom ili bez nje.